# Dariusz Milczarek (malarz)
Dariusz Milczarek (ur. 18 maja 1985 w Radomiu) – współczesny polski malarz i autor murali.

## Życiorys
Urodzony w 1985 roku w Radomiu. W 2011 roku obronił pracę magisterską na Wydziale Malarstwa krakowskiej ASP w pracowni prof. Adama Wsiołkowskiego. Również pod kierunkiem tego pedagoga w 2017 uzyskał stopień doktora. Zajmuje się malarstwem, muralem, fotografią, organizacją wydarzeń kulturalnych. Pełni funkcję kierownika Galerii Pryzmat. Założyciel przestrzeni kreatywnej Kąt Kultury.
Obrazy Dariusza Milczarka znajdują się w kolekcji Muzeum Narodowego w Gdańsku, Muzeum Okręgowego w Bydgoszczy, Muzeum Akademii Sztuk Pięknych w Krakowie oraz w kolekcjach prywatnych w Polsce i za granicą. Najważniejsze cykle, które rozwija to „Międzyprzestrzeń” i „Światłoczułe”.
Bierze aktywny udział w organizacji wydarzeń kulturalnych w Krakowie, oraz poza jego granicami. Był kuratorem wystaw m.in.: „Rezonans” w Galerii Pryzmat w Krakowie (2019), „Punkt wyjścia” w ramach KSA w Galerii Białej NCK w Krakowie (2019), „Młodzi” w ramach KSA w Bunkrze Sztuki w Krakowie (2017), „Wiedza niewiedzy” Galeria ASP w Krakowie (2014), „Cube” w Galerii MD_S we Wrocławiu (2013), „M5” Galeria Floriańska 22 w Krakowie (2012), „Osobiste” Galeria Pryzmat w Krakowie (2012).
Dariusz Milczarek żyje i tworzy w Krakowie.

## Krytyka artystyczna
Zajmuje wysokie miejsce w prestiżowym rankingu „Kompas Sztuki Młodych”

## Wystawy i nagrody

### Wystawy indywidualne
2020 – Geometria światła, wystawa malarstwa, Wojewódzka Biblioteka Publiczna w Krakowie, Kraków
2019 – Stany Przejściowe, wystawa malarstwa, Galeria Stalowa, Warszawa, Polska
2019 – Dialog Marta Kawiorska, Dariusz Milczarek, wystawa w ramach Krakowskich Spotkań Artystycznych Dialogi 2019, Spółdzielnia Ogniwo, Kraków
2018 – Poczekalnie, wystawa malarstwa, Galeria Wspólna, Bydgoszcz
2018 – Poza obrazem, wystawa malarstwa w ramach KRAKERS Cracow Gallery Weekend, Zofia Weiss Gallery, Kraków
2017 – Poczekalnia, wystawa malarstwa, Galeria Artemis, Kraków
2017 – Prześwit, wystawa malarstwa w ramach Krakowskich Spotkań Artystycznych, Kawiarnia Rio, Kraków
2013 – Wyłonieni światłem, wystawa malarstwa, Galeria Attis, Kraków
2012 – Wizerunek, wystawa rysunku, Galeria Fundacji Sztuki Współczesnej, Warszawa
2011 – Portret Światła, wystawa malarstwa, Galeria Onamato, Kraków
2010 – Między światłem, a cieniem, wystawa malarstwa, Galeria Państwowej Wyższej Szkoły Teatralnej, Kraków

### Nagrody i wyróżnienia
2020 – I miejsce w konkursie im. Leona Wyczółkowskiego, Galeria Miejska BWA, Bydgoszcz
2018 – Stypendium Ministra Kultury i Dziedzictwa Narodowego
2018 – II miejsce w Ogólnopolskim konkursie malarskim Triennale z martwą naturą
2018 – Wyróżnienie w konkursie im. Leona Wyczółkowskiego, Galeria Miejska BWA, Bydgoszcz
2018 – Nominowany do nagrody na 45 Salonie Zimowym w Radomiu
2017 – Stypendium Ministra Kultury Austrii oraz Instytutu Kultur Kontakt Austria; Artists in Residence Program 2017, Wiedeń, Austria
2017 – I nagroda w konkursie na mural; Awangarda, między kulturą a naturą, realizacja, Kraków
2016 – Udział w międzynarodowym festiwalu murali Monumental Art, Gdańsk
2013 – Stypendium Twórcze Miasta Krakowa
2013 – Stypendium Grazella
2012 – Grand Prix ogólnopolskiego konkursu malarskiego im. Franciszki Eibisch
2011 – Dyplom Przyjaciół Sztuki za pracę dyplomową pt. Portret Światła
2011 – Stypendium Ministra Kultury i Dziedzictwa Narodowego za wyniki w nauce
2010 – Stypendium Janiny Kraupe-Świderskiej
2010 – Nagroda ZPAP okręgu Katowice na Biennale Plakatu Polskiego BWA, Katowice
2010 – Stypendium im. Jana Matejki
2010 – Stypendium im. Henry’ego J. T. Dorena
2010 – Główna nagroda w konkursie na plakat do sztuki Juliusza Słowackiego pt. Beatrix Cenci z organizowanym przez Teatr im. Juliusza Słowackiego w Krakowie

### Wystawy zbiorowe
2019 – Rezonans, Galeria Pryzmat, Kraków, Polska
2019 – Punkt wyjścia, wystawa w ramach Krakowskich Spotkań Artystycznych Dialogi 2019, Nowohuckie Centrum Kultury, Kraków
2019 – Młode malarstwo polskie, Muzeum Narodowe w Gdańsku, Gdańsk
2019 – 7 krzyżyk, zbiorowa wystawa absolwentów pracowni prof. A. Wsiołkowskiego, Galeria Pryzmat, Kraków
2018 – 45 Salon Zimowy, Muzeum Sztuki Współczesnej Elektrownia, Radom
2018 – Triennale z martwą naturą, pokonkursowa wystawa malarstwa, BWA, Sieradz
2018 – Konkurs im. Leona Wyczółkowskiego, Wystawa pokonkursowa, BWA, Bydgoszcz
2018 – Mały Salon Zimowy, Zofia Weiss Gallery, Kraków
2018 – Quadro-Art, Międzynarodowe Biennale Obrazu, Galeria Willa, Łódź
2018 – IV Bożonarodzeniowy Salon ZPAP OK, Pałac Sztuki, Kraków
2017 – Młodzi, wystawa w ramach Krakowskich Spotkań Artystycznych 2017, Galeria Bunkier Sztuki Kraków
2017 – Vision – spojrzenie, wystawa malarstwa pracowni prof. Adama Wsiołkowskiego, Galeria Nielaba, Berno, Szwajcaria
2017 – Transpozycje, wystawa malarstwa pracowni prof. Adama Wsiołkowskiego, Zofia Weiss Gallery, Kraków
2017 – Kafka – przełamywanie granic, międzynarodowy projekt artystyczny, Galeria Sztuki współczesnej Elektrownia w Czeladzi, Galeria Zamek w Reszlu, Muzeum Warmii i Mazur, Olsztyn
2017 – Open studio, międzynarodowa wystawa uczestników rezydencji KulturKontakt, Wiedeń, Austria
2017 – Translokal, międzynarodowa wystawa uczestników rezydencji KulturKontakt – Wiedeń, Austria
2017 – Vanitas, wystawa pedagogów, doktorantów, oraz studentów krakowskiej ASP, Galeria Pryzmat, Kraków
2016 – Cube, polsko–niemiecki projekt artystyczny, Kraków
2015 – Exercise, wystawa profesorów, oraz doktorantów krakowskiej ASP, Londyn, Wielka Brytania
2015 – Abstrakcja figuracja, wystawa malarstwa, Galeria MANK, Szentendre, Węgry
2015 – Z pracowni Adama W., Galeria Stalowa, Zamość
2014 – Start, wystawa absolwentów ASP w Krakowie z lat 2011–2013, Galeria ASP w Bronowicach, Kraków
2014 – The Best off... 2012–2013, Wystawa absolwentów krakowskiej ASP, Galeria ASP w Bronowicach, Kraków
2013 – Polish School Poster Design, wystawa pracowni plakatu ASP w Krakowie Teheran, Iran
2013 – Wystawa pokonkursowa konkursu malarskiego im. Leona Wyczółkowskiego, Bydgoszcz
2012 – Pokonkursowa wystawa Fundacji im. Franciszki Eibisch, Galeria Sztuki Katarzyny Napiórkowskiej, Warszawa
2012 – Osobiste, zbiorowa wystawa malarstwa, Galeria Pryzmat, Kraków
2012 – Identity, polsko – niemiecki projekt artystyczny, Kraków
2012 – Contraddizione Continua, międzynarodowa wystawa zbiorowa, Galeria La Mediterranea Arte, Neapol, Włochy
2012 – Contraddizione Continua, międzynarodowa wystawa zbiorowa, Galeria Complesso Di Santa Sofia, Salerno, Włochy
2012 – Obserwacje, Galeria Dobrej Sztuki, Częstochowa
2012 – Obserwacje, Galeria Sztuki Współczesnej, Łódź
2012 – Projekt M5, Galeria Floriańska 22, Kraków
2011 – 13 Międzynarodowe Biennale Plakatu Teatralnego, Rzeszów
2011 – Tablica, międzynarodowa wystawa rysunku, Centrum Sztuki Współczesnej, Legnica
2011 – Najlepsze Dyplomy, Wystawa najlepszych dyplomów, Pałac Sztuki, Kraków
2011 – FID międzynarodowe targi rysunku, Paryż, Francja
2010 – Oświetlenie, pokonkursowa wystawa plakatu CIOP, Warszawa
2010 – Wystawa pracowni plakatu prof. Piotra Kunce, The Polish Museum of America, Chicago
2009 – Biennale Plakatu Polskiego, Katowice
2009 – Agrafa, Międzynarodowe Biennale Grafiki Projektowej Galeria Rondo Sztuki, Katowice
2009 – Następcy, wystawa plakatu z Akademii Sztuk Pięknych z Gdańska, Katowic, Krakowa, Pałac Sztuki, Kraków
2008 – Odzyskanie niepodległości, pokonkursowa wystawa malarstwa z udziałem Studentów Akademii Sztuk Pięknych w Krakowie, Wydziału Sztuki Uniwersytetu Rzeszowskiego, Akademii Sztuk Pięknych w Warszawie, Galeria Hortar, Tarnów
2008 – Wystawa malarstwa pracowni prof. Stanisława Rodzińskiego w Konsulacie Generalnym Republiki Niemiec, Kraków
2008 – Wyspiański poeta malarz, wystawa pokonkursowa, Szafirowa pracownia, Kraków